# 모리스 포돌로프 트로피
모리스 포돌로프 트로피(영어: Maurice Podoloff Trophy)는 전미 농구 협회(NBA)에서 매 시즌이 끝날 때 최고의 성적을 세운 팀에게 2022~2023시즌부터 수여하는 상이다. 이 상은 1946년부터 1963년까지 초대 커미셔너(당시 총재)를 지낸 모리스 포돌로프의 이름을 딴 것이다.
2021년 이전에 포돌로프 트로피는 정규 시즌에서 가장 가치 있는 선수에게 주어졌다. 그러나 이는 2022년 NBA가 마이클 조던의 이름을 따 MVP 트로피로 이름을 바꾸면서 변경되었고, 팀의 정규 시즌 성적에 보상하는 새로운 포돌로프 트로피가 공개되었다.
밀워키 벅스는 2023년 4월 5일 시카고 불스와의 경기에서 승리하며 새로운 포돌로프 트로피의 첫 번째 우승 트로피를 확정지었다. 보스턴 셀틱스는 2024년 4월 3일 오클라호마시티 썬더를 꺾고 두 번째 우승 트로피를 거머쥐었다. 오클라호마시티 썬더는 2025년 4월 10일 클리블랜드 캐벌리어스에게 패배한 후 세 번째 트로피 수상하는 팀이 되었다.

## 역대 모리스 포돌로프 트로피 수상한 팀
| 시즌      | 팀                  | 시즌 성적      | 최종성적     |
| --------- | ------------------- | -------------- | ------------ |
| 2022~2023 | 밀워키 벅스         | 58승 24패 .707 | 1라운드 패배 |
| 2023~2024 | 보스턴 셀틱스       | 64승 18패 .780 | 파이널 우승  |
| 2024~2025 | 오클라호마시티 선더 | 68승 14패 .829 | 파이널 우승  |

### 이전의 최고 기록
| 시즌      | 팀                                  | 시즌 성적      | 최종성적                 |
| --------- | ----------------------------------- | -------------- | ------------------------ |
| 1946~1947 | 워싱턴 캐피털스                     | 49승 11패 .817 | 세미파이널 패배          |
| 1947~1948 | 세인트루이스 보머스                 | 29승 19패 .604 | 세미파이널 패배          |
| 1948~1949 | 로체스터 로열스                     | 45승 15패 .750 | 디비전 파이널 패배       |
| 1949~1950 | 시라큐스 내셔널스                   | 51승 13패 .797 | 파이널 패배              |
| 1950~1951 | 미니애폴리스 레이커스               | 44승 24패 .647 | 디비전 파이널 패배       |
| 1951~1952 | 로체스터 로열스                     | 41승 25패 .621 | 디비전 파이널 패배       |
| 1952~1953 | 미니애폴리스 레이커스               | 48승 22패 .686 | 파이널 우승              |
| 1953~1954 | 미니애폴리스 레이커스               | 46승 26패 .686 | 파이널 우승              |
| 1954~1955 | 시라큐스 내셔널스 포트웨인 피스턴스 | 43승 29패 .597 | 파이널 우승 파이널 패배  |
| 1955~1956 | 필라델피아 워리어스                 | 45승 27패 .625 | 파이널 우승              |
| 1956~1957 | 보스턴 셀틱스                       | 44승 28패 .611 | 파이널 우승              |
| 1957~1958 | 보스턴 셀틱스                       | 49승 23패 .681 | 파이널 패배              |
| 1958~1959 | 보스턴 셀틱스                       | 52승 20패 .722 | 파이널 우승              |
| 1959~1960 | 보스턴 셀틱스                       | 59승 16패 .787 | 파이널 우승              |
| 1960~1961 | 보스턴 셀틱스                       | 57승 22패 .722 | 파이널 우승              |
| 1961~1962 | 보스턴 셀틱스                       | 60승 20패 .732 | 파이널 우승              |
| 1962~1963 | 보스턴 셀틱스                       | 58승 22패 .725 | 파이널 우승              |
| 1963~1964 | 보스턴 셀틱스                       | 59승 21패 .738 | 파이널 우승              |
| 1964~1965 | 보스턴 셀틱스                       | 62승 18패 .775 | 파이널 우승              |
| 1965~1966 | 필라델피아 세븐티식서스             | 55승 25패 .688 | 디비전 파이널 패배       |
| 1966~1967 | 필라델피아 세븐티식서스             | 68승 13패 .840 | 파이널 우승              |
| 1967~1968 | 필라델피아 세븐티식서스             | 62승 20패 .756 | 디비전 파이널 패배       |
| 1968~1969 | 볼티모어 불리츠                     | 57승 25패 .695 | 디비전 세미파이널 패배   |
| 1969~1970 | 뉴욕 닉스                           | 60승 22패 .732 | 파이널 우승              |
| 1970~1971 | 밀워키 벅스                         | 66승 16패 .805 | 파이널 우승              |
| 1971~1972 | 로스앤젤레스 레이커스               | 69승 13패 .841 | 파이널 우승              |
| 1972~1973 | 보스턴 셀틱스                       | 68승 14패 .829 | 콘퍼런스 파이널 패배     |
| 1973~1974 | 밀워키 벅스                         | 59승 23패 .720 | 파이널 패배              |
| 1974~1975 | 보스턴 셀틱스                       | 60승 22패 .732 | 콘퍼런스 파이널 패배     |
| 1975~1976 | 골든스테이트 워리어스               | 59승 23패 .720 | 콘퍼런스 파이널 패배     |
| 1976~1977 | 로스앤젤레스 레이커스               | 53승 29패 .646 | 콘퍼런스 파이널 패배     |
| 1977~1978 | 포틀랜드 트레일블레이저스           | 58승 24패 .707 | 콘퍼런스 세미파이널 패배 |
| 1978~1979 | 워싱턴 불리츠                       | 54승 28패 .659 | 파이널 패배              |
| 1979~1980 | 보스턴 셀틱스                       | 61승 21패 .744 | 콘퍼런스 파이널 패배     |
| 1980~1981 | 보스턴 셀틱스                       | 62승 20패 .756 | 파이널 우승              |
| 1981~1982 | 보스턴 셀틱스                       | 63승 19패 .768 | 콘퍼런스 파이널 패배     |
| 1982~1983 | 필라델피아 세븐티식서스             | 65승 17패 .793 | 파이널 우승              |
| 1983~1984 | 보스턴 셀틱스                       | 62승 20패 .756 | 파이널 우승              |
| 1984~1985 | 보스턴 셀틱스                       | 63승 19패 .768 | 파이널 패배              |
| 1985~1986 | 보스턴 셀틱스                       | 67승 15패 .817 | 파이널 우승              |
| 1986~1987 | 로스앤젤레스 레이커스               | 65승 17패 .817 | 파이널 우승              |
| 1987~1988 | 로스앤젤레스 레이커스               | 62승 20패 .756 | 파이널 우승              |
| 1988~1989 | 디트로이트 피스턴스                 | 63승 19패 .768 | 파이널 우승              |
| 1989~1990 | 로스앤젤레스 레이커스               | 63승 19패 .768 | 콘퍼런스 세미파이널 패배 |
| 1990~1991 | 포틀랜드 트레일블레이저스           | 63승 19패 .768 | 콘퍼런스 파이널 패배     |
| 1991~1992 | 시카고 불스                         | 67승 15패 .817 | 파이널 우승              |
| 1992~1993 | 피닉스 선스                         | 62승 20패 .756 | 파이널 패배              |
| 1993~1994 | 시애틀 슈퍼소닉스                   | 63승 19패 .768 | 1라운드 패배             |
| 1994~1995 | 샌안토니오 스퍼스                   | 62승 20패 .756 | 콘퍼런스 파이널 패배     |
| 1995~1996 | 시카고 불스                         | 72승 10패 .878 | 파이널 우승              |
| 1996~1997 | 시카고 불스                         | 69승 13패 .841 | 파이널 우승              |
| 1997~1998 | 유타 재즈                           | 62승 20패 .756 | 파이널 패배              |
| 1998~1999 | 샌안토니오 스퍼스                   | 37승 13패 .740 | 파이널 우승              |
| 1999~2000 | 로스앤젤레스 레이커스               | 67승 15패 .817 | 파이널 우승              |
| 2000~2001 | 샌안토니오 스퍼스                   | 58승 24패 .707 | 콘퍼런스 파이널 패배     |
| 2001~2002 | 새크라멘토 킹스                     | 61승 21패 .744 | 콘퍼런스 파이널 패배     |
| 2002~2003 | 샌안토니오 스퍼스                   | 60승 22패 .732 | 파이널 우승              |
| 2003~2004 | 인디애나 페이서스                   | 61승 21패 .744 | 콘퍼런스 파이널 패배     |
| 2004~2005 | 피닉스 선스                         | 60승 22패 .732 | 콘퍼런스 파이널 패배     |
| 2005~2006 | 디트로이트 피스턴스                 | 64승 18패 .780 | 콘퍼런스 파이널 패배     |
| 2006~2007 | 댈러스 매버릭스                     | 67승 15패 .817 | 1라운드 패배             |
| 2007~2008 | 보스턴 셀틱스                       | 66승 16패 .805 | 파이널 우승              |
| 2008~2009 | 클리블랜드 캐벌리어스               | 66승 16패 .805 | 콘퍼런스 파이널 패배     |
| 2009~2010 | 클리블랜드 캐벌리어스               | 61승 21패 .744 | 콘퍼런스 세미파이널 패배 |
| 2010~2011 | 시카고 불스                         | 62승 20패 .756 | 콘퍼런스 파이널 패배     |
| 2011~2012 | 시카고 불스                         | 50승 16패 .758 | 1라운드 패배             |
| 2012~2013 | 마이애미 히트                       | 66승 16패 .805 | 파이널 우승              |
| 2013~2014 | 샌안토니오 스퍼스                   | 62승 20패      | 파이널 우승              |
| 2014~2015 | 골든스테이트 워리어스               | 67승 15패 .817 | 파이널 우승              |
| 2015~2016 | 골든스테이트 워리어스               | 73승 9패 .890  | 파이널 패배              |
| 2016~2017 | 골든스테이트 워리어스               | 67승 15패 .817 | 파이널 우승              |
| 2017~2018 | 휴스턴 로키츠                       | 65승 17패 .793 | 콘퍼런스 파이널 패배     |
| 2018~2019 | 밀워키 벅스                         | 60승 22패 .732 | 콘퍼런스 파이널 패배     |
| 2019~2020 | 밀워키 벅스                         | 56승 17패 .767 | 콘퍼런스 세미파이널 패배 |
| 2020~2021 | 유타 재즈                           | 52승 20패 .722 | 콘퍼런스 세미파이널 패배 |
| 2021~2022 | 피닉스 선스                         | 64승 18패 .780 | 콘퍼런스 세미파이널 패배 |

## 역대 모리스 포돌로프 트로피 수상횟수
| 횟수 | 팀                                                |
| ---- | ------------------------------------------------- |
| 1회  | 밀워키 벅스 · 보스턴 셀틱스 · 오클라호마시티 선더 |